# Le Livre double
Le Livre double (en grec moderne : Το διπλό βιβλίο) est un roman de l'écrivain grec Dimitris Hatzis (1913-1981), publié pour la première fois en 1976.
Il est considéré comme l'un des principaux exemples de la prose grecque d'après-guerre. Il est censé décrire la vie solitaire et dure d'un Grec dans la Grèce de la période suivant la guerre civile puis en Allemagne. Mais selon l'auteur, le livre est « une expression de l'inquiétude grecque face au monde d'aujourd'hui ».

## Structure et intrigue
Le Livre double est divisé en neuf chapitres :
1. Autel - Auto électrique
2. La menuiserie de Volos
3. Caspar Hauser dans le désert
4. Requiem pour un petit tailleur
5. De cinquante-cinquante à l'amour
6. Le dernier ours du Pinde
7. Les pilons
8. Anastasia de Molái
9. Épilogue du premier tome. Petite préface pour la seconde

Tous ces chapitres, sauf le dernier, ont une structure autonome et peuvent être lus comme des nouvelles complètes.
Le narrateur du roman est Kostas, un immigrant grec à Stuttgart, en Allemagne à l'époque de la junte grecque. Kostas s'adresse à la deuxième personne à un auteur inconnu, qui suit Kostas à la recherche de ses « racines grecques ».
Le récit comprend le voyage solitaire de Kostas en Allemagne, ses souvenirs de la Grèce post-occupation, la vie austère de son père, homme de gauche, l'amertume de sa sœur et la déception d'un ami de retour dans une Grèce ébranlée par les troubles politiques et les changements sociaux.
Le livre se termine par les quelques notes laissées par l'auteur aujourd'hui disparu. Concernant ces notes, le narrateur Kostas observe : « C'est celles qu'il a écrit dans son message séparé. Pour moi. Pour les autres, dit-il. Pour l'espoir. Même si c'est un peu pour la Grèce ; pourquoi pas ? »

## Diffusion et réception
Hatzis a conçu l'idée de ce roman particulier alors qu'il vivait à Budapest, avant même de retourner en Grèce. Quelques extraits ont été publiés dans la presse athénienne en 1975, et le livre a été publié pour la première fois en septembre 1976 par Exantas. Un an plus tard, il a été réédité par les éditions Kemena dans sa forme définitive. Immédiatement après sa première sortie, le livre a reçu des critiques très favorables et a connu un succès commercial important.
Selon Ifigenia Triantou, il s'agit d'un livre « repère » qui « sous la surface simpliste » cache « une complexité complexe pleine de symboles et d'allégories ». Dans la notice de sa dernière édition, il est également précisé que Le livre double est un livre de "solitude " et " d'espoir ", qui parle de la " rencontre " de l'ancien monde avec le nouveau. Cependant, il y avait aussi quelques critiques concernant la langue et le thème de l'œuvre, .
Le Livre double a été traduit en néerlandais (1979), roumain (1982), allemand (1983 & 1985), français (1988), italien (2010) et catalan (2021). En 2012, il a été adapté au théâtre à Athènes, dans une mise en scène de Dimítris Xanthópoulos (el).